# Lee Mun-Kyu (taekwondo)
Lee Mun-Kyu (4 de abril de 1985) es un deportista surcoreano que compitió en taekwondo. Ganó una medalla de oro en el Campeonato Asiático de Taekwondo de 2006 en la categoría de –67 kg.

## Palmarés internacional
| Campeonato Asiático | Campeonato Asiático | Campeonato Asiático | Campeonato Asiático |
| Año                 | Lugar               | Medalla             | Categoría           |
| ------------------- | ------------------- | ------------------- | ------------------- |
| 2006                | Bangkok (Tailandia) | Medalla de oro      | –67 kg              |